# Bourideys
Bourideys (gascognisch Boridèirs) ist eine französische Gemeinde mit 100 Einwohnern (Stand 1. Januar 2022) im Département Gironde in der Region Nouvelle-Aquitaine (vor 2016 Aquitaine). Sie gehört zum Arrondissement Langon und zum Kanton Le Sud-Gironde. Die Einwohner werden Bourideysiens genannt.

## Lage
Bourideys liegt an der Grenze zum Département Landes, etwa 27 Kilometer südsüdwestlich von Langon am Flüsschen Baillon und seinem Zufluss Escourre. Das Gemeindegebiet von Bourideys ist Teil des Regionalen Naturparks Landes de Gascogne. Umgeben wird Bourideys von den Nachbargemeinden Saint-Symphorien im Nordwesten und Norden, Saint-Léger-de-Balson im Norden, Préchac im Nordosten und Osten, Cazalis im Osten und Südosten, Callen im Süden sowie Sore im Südwesten und Westen.

## Bevölkerungsentwicklung
| Jahr                       | 1962 | 1968 | 1975 | 1982 | 1990 | 1999 | 2006 | 2013 | 2020 |
| Einwohner                  | 66   | 86   | 73   | 76   | 99   | 84   | 86   | 82   | 95   |
| Quellen: Cassini und INSEE |      |      |      |      |      |      |      |      |      |

## Sehenswürdigkeiten
- Kirche Saint-Michel aus dem 19. Jahrhundert

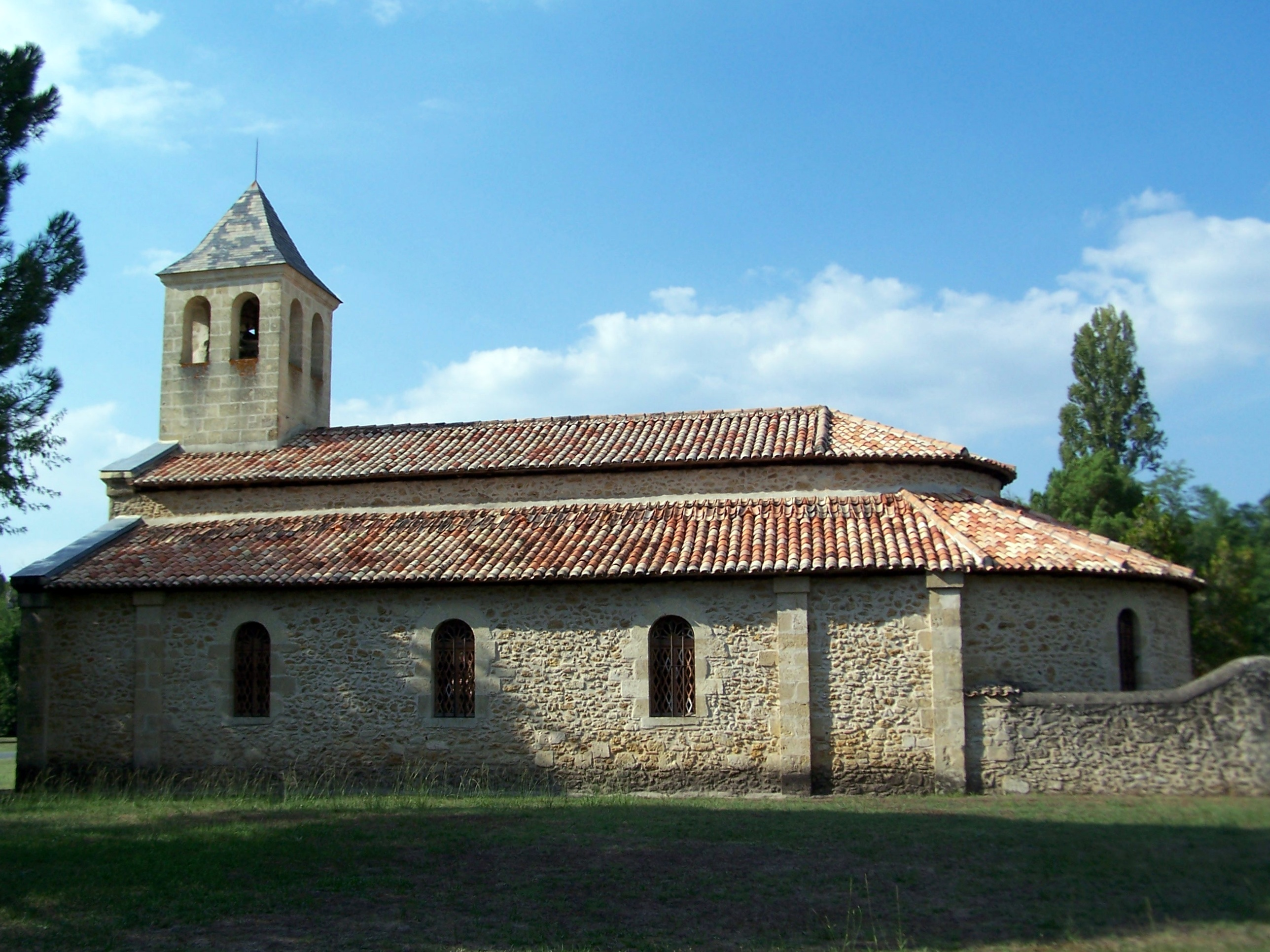
Kirche Saint-Michel